# Бобровское (Нюксенский район)
Бобровское — деревня в Нюксенском районе Вологодской области.
Входит в состав Нюксенского сельского поселения (с 1 января 2006 года по 8 апреля 2009 года была центром Бобровского сельского поселения), с точки зрения административно-территориального деления — центр Бобровского сельсовета.
Расположена при автодороге А123. Расстояние до районного центра Нюксеницы по автодороге — 70 км. Ближайшие населённые пункты — Подол, Мыс, Килейная Выставка.
По переписи 2002 года население — 193 человека (88 мужчин, 105 женщин). Преобладающая национальность — русские (99 %).